# JADE (X JAPANの曲)
「JADE」（ジェイド）は、日本のロックバンドX JAPANのデジタル・シングル。

## 概要
現在レコーディング中の英語版アルバムのオープニング・トラックとして制作された。曲名は、英語で翡翠を意味する。前作「Scarlet Love Song -BUDDHA MIX-」配信からわずか1ヶ月での配信決定が報じられた作品であるが、楽曲そのものの初演は、発売を遡ること2年前の2009年5月2日に行われた「X JAPAN WORLD TOUR Live in TOKYO 〜攻撃続行中〜」で行われた。初演時から、幾度となくアレンジ変更、歌詞修正が行われ、YouTubeやMySpaceには都度修正版の音源の一部分がYOSHIKIによってアップロードされていた。
パチンコ CR FEVER X JAPANの中でも使用されている。
リーダーのYOSHIKIは、「アメリカとヨーロッパでの楽曲リリースは、X JAPANにとっての長年の夢でした。音楽は計り知れない力を持っている。僕たちは音楽を通じて東洋と西洋のギャップに橋を架けられると信じている。『JADE』がその最初の一歩になれればと願っている」とコメントしている。
北米地区での発売日が3月15日と報じられていたが、3月11日に発生した東日本大震災の影響を受け、延期された。その後の6月中旬に、ワールド・ツアーに合わせて28日に北米、ヨーロッパ、中南米で同時に配信されることが発表され、アメリカのiTunes Storeでは翌29日配信された。アメリカ、イギリス、スイス、オランダ、イタリア、オーストリアではiTunesロックチャートにチャートインし、フランス、ドイツ、フィンランドではiTunesロックチャートトップ10入り、スウェーデンとスペインに関してはロックチャートで1位を記録するなど、『世界のX JAPAN』を改めて印象づける結果となった。
歌詞は、ほぼ全編にわたって英語だが、ワンフレーズのみ日本語が差し込まれている。
イントロのキーはGであるが、1番と2番を終えて再びイントロと同じギターリフに入るところでF#に転調し、最後のサビに入るところでGに戻る。ギターの演奏では、この転調によって同じパターンのリフでも毎回フレットのポジションが変わることから演奏の難易度が高いと、YOSHIKIが2010年7月のインタビューで語っている。
レコーディングは、YOSHIKIのロサンゼルスにあるエクスタシー・レコーディング・スタジオを中心に行われた。ミックスは、グラミー賞ベスト・エンジニアを獲得していて、プリンスやニルヴァーナらの作品を手がけてきたアンディ・ウォレスが担当した。
ジャケット写真は、女性の顔に「JADE」と書かれた目隠しが巻かれているというもの。撮影はYOSHIKI本人が手がけ、これを「カメラマンデビュー」と報じられていた。
WORLD TOUR Live in YOKOHAMA以降、ライブのオープニング曲として演奏されていることが多い。

## ミュージック・ビデオ
2010年1月、ロサンゼルスの街中で『X JAPAN MUSIC VIDEO SHOOTING in Hollywood』と名付けられた大々的なプロジェクトが行われ、「紅」、「ENDLESS RAIN」、「Rusty Nail」を含めた全5曲分のPVを撮影した。スタッフ800名、総額5億円をかけて制作されたこれらミュージック・ビデオは、規模、スケールなどすべてにおいてL.A史上初と言える大掛かりなもので、現地でも大きな話題となった。
「JADE」のPVは1月7日と8日の2日間にわたってL.Aシアターで撮影され、1月9日16：00からコダックシアター屋上特設ステージにおいても撮影が敢行された。監督は、DEAN KARR。
「X JAPAN MUSIC VIDEO SHOOTING in Hollywood」のデータは以下の通り。
- 総入場者数：8000人
- 総スタッフ数：800人
- 警備スタッフ：100人
- 警察・消防：常時100人待機
- 総制作費：5億円
- 機材車：11tトラック20台24時間稼動
- 総カメラ数：クレーン3台 / ヘリ2台 / 他カメラ20台
- 花火の数：300発
- 監督データ：「Rusty Nail」：AARON PLALT / 「JADE」：DEAN KARR / 「ENDLESS RAIN」：RUSSELL THOMAS / 「紅」：NATHAM FOX[6]

## パーソネル
- ミキシング・エンジニア：アンディ・ウォレス
- レコーディング・エンジニア：スタン・カタヤマ、ライアン・ボッシュ、マイク・ギング、杉山勇司、松本元成
- オーケストレーション：YOSHIKI、デヴィッド・キャンベル
- オーケストラ・レコーディング：スティーヴ・チャーチル
- マスタリング・エンジニア：スティーブン・マーカソン